# Classificazione di Baltimore

Schema di classificazione inventato da David Baltimore

La classificazione di Baltimore è una classificazione dei virus, proposta dal biologo David Baltimore, premio Nobel per la medicina nel 1975, basato sulla natura e sulla polarità dei genomi virali. I vari gruppi di virus vengono suddivisi in famiglie a seconda della natura del loro genoma (sia esso DNA, RNA, a singolo a doppio filamento) e dal loro tipo di replicazione.

## Classificazione
Questo tipo di classificazione permette, oltre che di distinguere il virus dalle proprie caratteristiche genetiche, di identificarne il metodo e le vie di replicazione.
- Classe I: Virus a DNA a doppio filamento.
- Classe II: Virus a DNA a singolo filamento.
- Classe III: Virus a RNA a doppio filamento
- Classe IV: Virus a RNA a singolo filamento a senso positivo
- Classe V: Virus a RNA a singolo filamento a senso negativo
- Classe VI: Virus a RNA a singolo filamento a senso positivo con intermedio DNA
- Classe VII: Virus a DNA a doppio filamento con intermedio RNA

### Classe I, Virus a dsDNA
Questi virus necessitano di utilizzare la DNA polimerasi cellulare, quindi per replicarsi devono trovarsi nel nucleo di una cellula in attiva replicazione. Fanno parte di questa classe per esempio le famiglie Adenoviridae, Herpesviridae, Poxviridae. Quest'ultima rappresenta l'unico esempio conosciuto di virus di questa classe che replichi al di fuori del nucleo.

### Classe II, virus a ssDNA
La maggior parte dei virus di questa classe hanno genomi circolari, e solitamente il ciclo di replicazione passa attraverso un intermedio a doppio filamento. Ne fanno parte, per esempio, le famiglie Parvoviridae e Anelloviridae.

### Classe III, virus a dsRNA
Questi virus replicano nel citoplasma e generalmente non necessitano della polimerasi dell'ospite. Esempio: Reoviridae.

### Classe IV, virus a ssRNA+
Il genoma di questi virus è identico al mRNA, e di conseguenza può essere immediatamente tradotto in proteine virali. Come gli altri virus a RNA, questi sono meno dipendenti dal ciclo cellulare dell'ospite. Esempi: Picornaviridae, Togaviridae.

### Classe V, virus a ssRNA-
Il genoma di questi virus è complementare al mRNA, e di conseguenza deve essere trascritto prima che possa aver luogo la sintesi delle proteine virali. Come gli altri virus a RNA, questi sono meno dipendenti dal ciclo cellulare dell'ospite. Esempi: Orthomyxoviridae, Rhabdoviridae.

### Classe VI, retrovirus a ssRNA
Questi virus utilizzano la trascrittasi inversa per tradurre il loro genoma a RNA in un intermedio a DNA che viene replicato nel nucleo cellulare. La famiglia più conosciuta di questo gruppo è quella dei Retroviridae.

### Classe VII, retrovirus a dsDNA
Questi virus a DNA producono un intermedio a RNA ed utilizzano la trascrittasi inversa per ritradurlo in DNA. Esempio: Hepadnaviridae.

## Tassonomia
- I: virus a dsDNA, cioè con DNA a doppia elica (ds sta per double strand, doppio filamento)
  - Ordine Caudovirales
    - Myoviridae (che parassitano batteri e archaea) - Podoviridae (archaea) - Siphoviridae (batteri e archaea)

  - Ordine Herpesvirales
    - Herpesviridae (mammiferi, rettili e uccelli) - Alloherpesviridae (pesci e anfibi) - Malacoherpesviridae (molluschi)

  - altre famiglie
    - Ascoviridae (invertebrati) - Adenoviridae (vertebrati) - Asfarviridae (vertebrati e invertebrati) - Baculoviridae (invertebrati) - Coccolithoviridae - Corticoviridae (batteri) - Fuselloviridae (archaea) - Guttaviridae (archaea) - Iridoviridae (vertebrati e invertebrati) - Lipothrixviridae (archaea) - Nimaviridae (invertebrati) - Papillomaviridae (vertebrati) - Phycodnaviridae - Plasmaviridae (batteri) - Polyomaviridae (vertebrati) - Poxviridae (vertebrati) - Rudiviridae - Tectiviridae (batteri)

  - floating genus, generi non ancora assegnati
    - Salterprovirus (archaea) - Rhizidiovirus (funghi) - Mimivirus (protozoi e vertebrati)

- II: virus a ssDNA (single strand, singolo filamento)
  - Circoviridae - Geminiviridae - Inoviridae (batteri) - Microviridae (batteri) - Nanoviridae (piante) - Parvoviridae (vertebrati e invertebrati)
  - floating genus
    - Anellovirus (vertebrati)

- III: virus a dsRNA
  - Birnaviridae (vertebrati e invertebrati) - Chrysoviridae (funghi) - Cystoviridae (batteri) - Hypoviridae (funghi) - Partitiviridae (funghi e piante) - Reoviridae (funghi, piante e animali) - Totiviridae (funghi e protozoi)

- IV: virus a ssRNA+, cioè singola elica di filamento senso
  - Ordine Nidovirales
    - Arteriviridae (vertebrati) - Coronaviridae (vertebrati) - Roniviridae (invertebrati)

  - Ordine Picornavirales
    - Dicistroviridae (invertebrati) - Iflaviridae (insetti) - Marnaviridae (funghi) - Picornaviridae (vertebrati) - Secoviridae (piante)

  - Ordine Tymovirales
    - Alphaflexiviridae (piante) - Betaflexiviridae (piante) - Gammaflexiviridae (piante) - Tymoviridae (piante)

  - altre famiglie
    - Astroviridae (vertebrati) - Barnaviridae (funghi) - Bromoviridae (piante) - Caliciviridae (vertebrati) - Closteroviridae (piante) - Comoviridae (piante) - Flaviviridae (vertebrati e invertebrati) - Leviviridae (batteri) - Luteoviridae (piante) - Narnaviridae (funghi) - Nodaviridae (vertebrati e invertebrati) - Potyviridae (piante) - Sequiviridae (piante) - Tetraviridae (invertebrati) - Togaviridae (vertebrati e invertebrati) - Tombusviridae (piante)

  - floating genus
    - Iflavirus (invertebrati) - Sadwavirus (piante) - Cheravirus (piante) - Hepevirus (vertebrati) - Sobemovirus (piante) - Umbravirus (piante) - Tobamovirus(piante) - Tobravirus (piante) - Hordeivirus (piante) - Furovirus  (piante) - Pomovirus (piante) - Pecluvirus (piante) - Benyvirus (piante) - Ourmiavirus (piante) - Idaeovirus (piante)

- V: virus a ssRNA-, cioè con filamento antisenso
  - Ordine Mononegavirales
    - Bornaviridae (vertebrati) - Filoviridae (vertebrati) - Paramyxoviridae (vertebrati) - Rhabdoviridae (piante e animali)

  - altre famiglie
    - Arenaviridae (vertebrati) - Bunyaviridae (piante e animali) - Orthomyxoviridae (vertebrati)

  - floating genus
    - Varicosavirus (piante) - Ophiovirus (piante) - Tenuivirus (piante e invertebrati) - Deltavirus (vertebrati)

- VI: retrovirus a ssRNA
  - Metaviridae (funghi, piante e invertebrati) - Pseudoviridae (funghi, piante e invertebrati) - Retroviridae (vertebrati)

- VII: retrovirus a dsDNA
  - Hepadnaviridae (vertebrati) - Caulimoviridae (piante)